# Josepa Filella
Josepa Filella (Reus, 1947) és una artista catalana. Als disset anys Josepa Filella fa la seva primera exposició a la sala del Centre d'Iniciativa i Turisme de la seva ciutat. És l'inici d'una trajectòria, de vegades en grup però també en solitari. Com la major part dels creadors visuals de Reus, assisteix a les classes de Pere Calderó. Després estudia a l'Escola d'Art de Tarragona i forma part de la primera promoció oficial del centre, en l'especialitat de gravat. Entre 1973 i 1975 amplia els seus estudis a la Facultat de Belles Arts de Barcelona.

## Carrera
En el llarg camí que recorre podem definir tres etapes.
Etapa neoexpressionista: és un període de recerca, en què treballa amb diferents tècniques i formes d'expressió. Algunes imatges d'aquells anys ens recorden les obres d'Estampa Popular pel seu caràcter social i polític en l'ús del gravat. L'any 1976, amb les seves companyes del grup la Tronada, a més de Josep Branchat, Pau Roig i Rovira, i Antoni Paredes, pren part en una mostra col·lectiva a la llibreria la Tronada de Reus, en la qual cada participant treballa sobre un concepte associat a l'home: Josepa escull la llibertat, una paraula que treballa en el full catàleg per mitjà d'una poesia visual. L'any 1980 exposa a la Galeria Subex de Barcelona.
Entre aquestes tres etapes que hem esmentat anteriorment, entremig d'aquestes cal destacar el Grup Xiroia el qual estava integrat amb tres companyes. L'any 1973, amb les companyes Isabel Garcia Martorell, Mercè Martínez Mañez i Amada Oterio, totes alumnes de l'Escola d'art de Tarragona, creen el Grup Xiroia, amb la qual desenvolupen una àmplia activitat. El nom Xiroia, l'escullen perquè és el qualificatiu femení d'una persona alegre, trempada, com és la imatge que representen en els catàlegs, o veiem les seves integrants `plenes d'energia i alegria. Totes quatre poden ser considerades les primeres artistes feministes del nostre país, ja que mostren la satisfacció de ser dones i per reivindicar la feminitat. A l'exposició que fan l'any 1979 a la Torre Vella de Salou, la imatge de la mostra és una fotografia de Josep Branchat en la qual es veu una dona nua, ajaguda, d'esquena, amb el cos retallat sobre un fons neutre que destaca el seu protagonisme: “El grup Xiroia mira la Dona, pensa amb la Dona”.
Etapa mediterrània: En aquesta etapa Josepa Filella troba el seu llenguatge, l'obra que millor la identifica. Una obra que l'apropa a les seves arrels i al mateix temps la porta a defensar el seu territori i el medi ambient. L'any 1985 participa en una exposició conjunta amb Isabel Garcia i Josep Branchat a la capella Sant Roc de Valls. Al mes de febrer de 1988 exposa a l'antic Ajuntament de Tarragona. L'any 1993 Josepa exposa conjuntament amb la seva amiga Isabel Garcia a la Sala Municipal de Cambrils, la mostra “Frec a Frec” que, segons apunta Tate Cabré, respira terra i mar Mediterrània.
L'exposició que Josepa fa al Pati del Palau de la Diputació de Tarragona al setembre de 1994 enceta un període de transició. Sense deixar aquest mar i aquest cel, la pintora va un pas més enllà per arribar a allò que el poeta reusenc anomena l'eclosió, que podem entendre com l'inici d'una obra gairebé cosmogònica que conforma la seva darrera etapa.
Mediterraneïtat, geometria, espiritualitat: L'íntima relació que Josepa Filella té amb la seva terra és una de les constants més determinants de la seva producció pictòrica. Aquesta fidelitat al seu paisatge de la qual escriuen la major part dels autors que han tractat la seva obra. Quan parlem de mediterrània, immediatament l'associem al mar, a la llum, al color blau, trets característics de l'extens territori del que coneixem com a conca del Mediterrani. La geometria és present en la seva obra i es manifesta en l'ús i la presència del triangle, una de les formes geomètriques que, amb el quadrat i el cercle, estan presents en tots els pobles de la terra. L'espiritualitat ve donada, en principi, per la mateixa intenció de l'artista. Josepa cerca aquesta forma i aquesta manera de pintar que, des dels seus paisatges d'arrels mediterrànies i a través de la seva recerca, l'han portat a la síntesi del seu mar i del seu cel fins a arribar a obres plenament abstractes, però que sempre tenen com a referent l'entorn, el territori en el qual ha nascut.

## Obra
L'any 1982 l'artista parla del seu treball: "és el començament d'una nova etapa: Actualment, el meu treball s'ha centrat en la producció plàstica d'unes estructures molt simplificades compostes de formes i masses de gruix matèric, i granulacions formades per diversos elements naturals i sediments com són: petxines, pedres, sorra i d'altres matèries trobades a les nostres platges". Cal destacar que en els darrers anys l'artista ha incorporat a les seves obres pa d'or, una matèria que aporta un toc molt particular, una brillantor especial als seus treballs.
Exposicions:
- L'any 1979: exposició del grup Xiroia a la Torre Vella de Salou
- L'any 1980: exposa a la Galeria Subex de Barcelona.
- L'any 1985 participa en una exposició conjunta amb Isabel Garcia i Josep Branchat a la capella De Sant Roc de valls.
- L'any 1988: exposa a l'antic Ajuntament de Tarragona
- L'any 1993: Josepa exposa conjuntament amb la seva amiga Isabel Garcia a la Sala Municipal de Cambrils
- L'any 1994: L'exposició al Pati del Palau de la Diputació de Tarragona